# Chris Miller
Christopher "Chris" Miller (Washington, D.C, 20 de janeiro de 1968), é um cineasta, roteirista, dublador e artista de storyboard estadunidense mais conhecido por dirigir Shrek Terceiro e Gato de Botas (pelo qual recebeu uma indicação ao Oscar) e por dublar o pinguim Kowalski na série de filmes de Madagascar.

## Começo de vida
Miller nasceu em 20 de janeiro de 1968, em Washington, D.C., e estudou animação no California Institute of the Arts.

## Carreira
Em 2007, Miller codirigiu e escreveu Shrek Terceiro.
Em 2011, Miller dirigiu Gato de Botas, um spin-off da franquia de Shrek.

## Filmografia

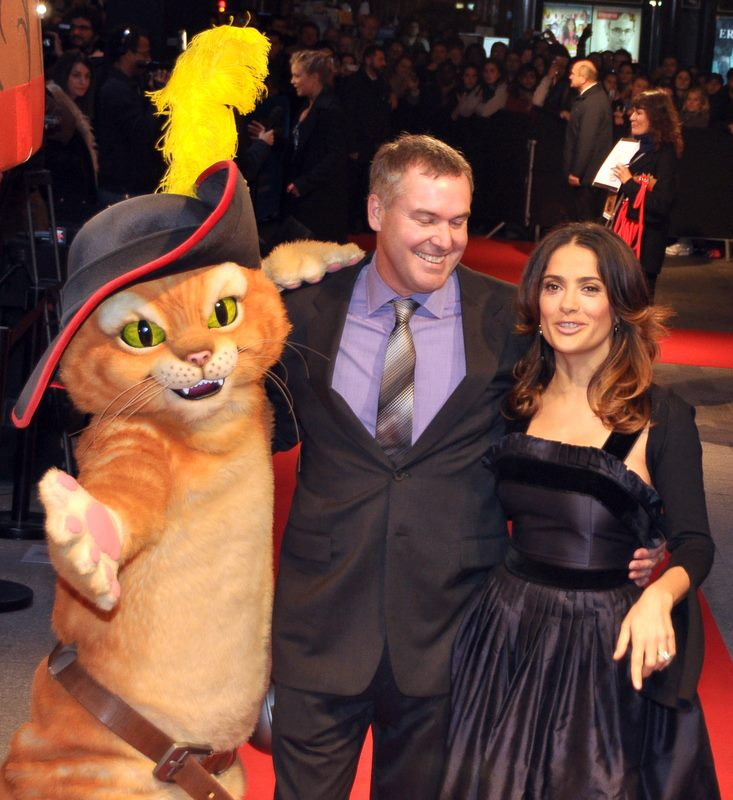
Chris Miller e Salma Hayek posam com um mascote do Gato na estreia de Gato de Botas em Paris.

### Cinema
| Ano  | Título                                  | Papel                                                       | Notas                                     |
| ---- | --------------------------------------- | ----------------------------------------------------------- | ----------------------------------------- |
| 1988 | The Thing What Lurked in the Tub        | Lugmeyer                                                    |                                           |
| 1988 | Lea Press on Limbs                      |                                                             | Diretor                                   |
| 1989 | The Cellar                              | Willy Cashen                                                |                                           |
| 1997 | Officer Buckle and Gloria               |                                                             | Artista de storyboard                     |
| 1998 | FormiguinhaZ                            |                                                             | Artista de storyboard                     |
| 2001 | Shrek                                   | Geppetto, Espelho Mágico                                    | Artista de storyboard / Diálogo adicional |
| 2003 | Sinbad - A Lenda dos Sete Mares         | Guarda da Torre                                             | Artista de storyboard adicional           |
| 2004 | Shrek 2                                 | Espelho Mágico                                              | Chefe de história / Diálogo adicional     |
| 2004 | O Espanta-Tubarões                      |                                                             | Artista de storyboard adicional           |
| 2005 | Madagascar                              | Kowalski                                                    | Artista de storyboard                     |
| 2007 | Shrek Terceiro                          |                                                             | Diretor / Roteirista                      |
| 2008 | Madagascar 2: A Grande Escapada         | Kowalski                                                    |                                           |
| 2009 | Monstros vs. Alienígenas                | Conselheiro Cole, Comandante do Exército Jones              | Artista de storyboard adicional           |
| 2010 | Shrek para Sempre                       | Mensageiro Real, Espelho Mágico, Geppetto                   |                                           |
| 2011 | Gato de Botas                           | Garoto Azul, Friar Miller, Guarda da Prisão, Manual, Rafael | Diretor                                   |
| 2012 | Madagascar 3 - Os Procurados            | Kowalski                                                    |                                           |
| 2013 | Turbo                                   | Motorista de Ônibus Turístico                               |                                           |
| 2014 | Os Pinguins de Madagascar               | Kowalski                                                    |                                           |
| 2017 | O Poderoso Chefinho                     | Capitão Ross                                                |                                           |
| 2017 | As Aventuras do Capitão Cueca - O Filme | Membro do Público do Nobel                                  |                                           |
| 2025 | The Smurfs Movie                        |                                                             |                                           |

### Televisão
| Ano  | Título                 | Papel            | Notas              |
| ---- | ---------------------- | ---------------- | ------------------ |
| 2007 | Shrek the Halls        |                  | Diretor de diálogo |
| 2009 | Feliz Natal Madagascar | Kowalski         |                    |
| 2013 | Phineas e Ferb         | Vozes adicionais |                    |